# Албанска православна црква
Албанска православна црква (АПЦ), званично Аутокефална православна црква Албаније (АПЦА; алб. Kisha Orthodhokse Autoqefale e Shqipërisë, KOASh), јесте помесна и аутокефална црква са достојанством архиепископије. Налази се на 12. месту у диптиху помесних православних цркава.
Црква је претрпела последице током Другог светског рата, а потом и у комунистичком периоду који је уследио, посебно после 1967. године када је Албанија увела државни атеизам, а јавно или приватно исказивање вере није било дозвољено. Међутим, доживела је оживљавање откако је 1991. враћена верска слобода.
Сматра се да има око 500.000 верника, док други изворе наводе 700.000 људи укључујући албанску дијаспору. На челу Албанске православне цркве од 2025. године је архиепископ Јован.

## Јурисдикција
Обухвата епархије: Тирана-Драч, Берат, Ђирокастра, Корча и Елбасан. Православни Албанци и албански Грци углавном живе на југу земље, као и у градовима Тирани и Драчу. Литургијски језик је албански. У регији Саранда на југу земље литургија се служи и на грчком језику.
Подаци о броју верника варирају од 260.000 до 520.000. Пре верске забране, коју су албански комунисти увели 1967, око 20 посто становништва чинили су православци.

## Историја
Након проглашења савремене албанске државе (1912), дошло је до јачања аутокефалистичког покрета међу православним Албанцима, који су били мањина у новоствореној Кнежевини Албанији, у којој су већину становништва чинили њихови сународници исламске вероисповести.
Поред православних Албанаца, у јужним крајевима новостворене државе живео је и знатан број православних Грка, док је у северним областима (око Скадра) било и православних Срба. До тог времена, све епархије на подручју Албаније биле су под јурисдикцијом Цариградске патријаршије, која је за архијереје у албанским областима по правилу постављала Грке.
Услед албанско-грчког спора око Северног Епира, који се заоштрио након 1918. године, дошло је до постепеног протеривања свих архијереја Цариградске патријаршије и стварања привремених црквених структура, под контролом нижег православног свештенства албанске народности. Иако је покушај проглашења аутокефалности извршен већ 1922. године, тај чин је био обављен на неканонски начин, чиме је дошло до даљег заоштравања црквеног питања.
Предводник радикалне струје међу албанским аутокефалистима био је Фан Ноли, док су се друге струје залагале за споразум са Цариградском патријаршијом. Након дугих преговора, споразум је постигнут тек 1937. године, када АПЦ добила канонско признање.
Након успостављања комунистичке власти у Албанији (1944), дошло је до наглог погоршања друштвеног положаја свих верских заједница, а потом је 1967. године проглашена и општа забрана религије. Пошто је јавна делатност верских заједница била забрањена све до 1990. године, АПЦ је тек након тога почела да обнавља своју структуру, чиме је започео нови период у њеној савременој историји.
Током августа 2013. године избио је инцидент у Преметију када су локалне албанске власти отеле православну цркву Ваведења пресвете Богородице, том приликом су из ње нестали многи вредни предмети. Ово је појачало тензије на грчко-албанској граници.

## Претензије према подручју СПЦ
Током Другог светског рата, АПЦ је у периоду од 1941. до 1944. година покушала да успостави контролу над делом матичног канонског подручја Српске православне цркве. Тај подухват је био предузет у склопу плана за стварање Велике Албаније, а започет је непосредно након слома Краљевине Југославије у Априлском рату (1941). Тада је фашистичкој Краљевини Албанији прикључена целокупна Метохија, заједно са централним делом Косова и деловима данашњих држава Црне Горе и Северне Македоније. Иако су сва та подручја потпадала под канонску надлежност СПЦ, јерархија АПЦ их је присвојила, а у најнеповољнијем положају нашао се тадашњи епископ рашко-призренски Серафим Јовановић, чије се епархијско средиште (Призрен) нашло у границама проширене Албаније. У циљу спасавања цркве и народа, владика Серафим је био принуђен да сарађује са албанским црквеним и политичким чиниоцима, тако да је у пар наврата боравио у Тирани, где је и умро почетком 1945. године. Иако је покушај ширења АПЦ пропао заједно са сломом фашистичке Албаније, сличне замисли су оживеле крајем 20. века у време рата на Косову и Метохији.

## Албански архиепископи
- Василије (1922—1928)
- Васарион Јувани (1928—1936)
- Христофор Киси (1937—1948)
- Паисије (Паиси) Водица (1949—1966)
- Дамјан Коконеси (1966—1973)
- Анастасије (1991—2025)
- Јован (од 2025)

## Галерија
- Црква у Либохову
- Свети Никола у Мезопотаму
- Манастир Арденица
- Синод АПЦ
- Црква у Берату